# Algérie aux Jeux olympiques d'été de 2004
Cet article contient des informations sur la participation et les résultats de l'Algérie aux Jeux olympiques d'été de 2004, qui ont eu lieu à Athènes en Grèce. L'Algérie a envoyé 61 athlètes à ces Jeux olympiques.

## Résultats

### Athlétisme
200 mètres hommes :
- Malik Louahla
  - 2e tour : 20 s 93 (→ Éliminé)

400 mètres hommes :
- Adem Hecini
  - 1er tour : 46 s 50 (→ Éliminé)

800 mètres hommes :
- Djabir Saïd-Guerni
  - Finale : 1 min 45 s 61 (→ 7e place)

- Nabil Madi
  - 1e tour : 1 min 47 s 5 (→ Éliminé)

1 500 mètres hommes :
- Kamel Boulahfane
  - Finale : 3 min 39 s 02 (→ 11e place)

- Tarek Boukensa
  - Demi-finale : abandon (→ Éliminé)

- Mohamed Khaldi
  - 1er tour : 3 min 42 s 47 (→ Éliminé)

1 500 mètres femmes :
- Nahida Touhami
  - 1e tour : 4 min 06 s 41
  - Demi-finale : 4 min 07 s 21 (→ Éliminée)

- Nouria Merah Benida
  - 1er tour — Non partante (→ Éliminée)

3 000 m Steeple hommes :
- Abdelhakim Maazouz
  - 1e tour : 8 min 36 s 12 (→ Éliminé)

5 000 mètres hommes :
- Ali Saidi Sief
  - Finale : 13 min 32 s 57 (→ 10e place)

- Samir Moussaoui
  - Finale : 14 min 02 s 01 (→ 14e place)

- Khoudir Aggoune
  - 1e tour : 13 min 29 s 37 (→ Éliminé)

5 000 mètres femmes :
- Souad Ait Salem
  - 1e tour : 16 min 02 s 10 (→ Éliminé)

10 000 mètres femmes :
- Souad Ait Salem
  - Abandon (→ Éliminé)

Marathon Hommes :
- Saïd Belhout : 2 h 22 min 32 s (→ 49e place)
- Rachid Ziar : abandon (→ non classé)
- Mustapha Bennacer : Abandon (→ non classé)

Marathon Femmes :
- Nasria Azaidj : abandon (→ non classé)

20 km Marche hommes :
- Moussa Aouanouk
  - 1 h 28 min 28 s (→ 31e place)

Triple Saut femmes :
- Baya Rahouli
  - 1e tour : 14,89 mètres (Record National)
  - Finale : 14,86 mètres (→ 6e place)

Saut en hauteur hommes :
- Abderrahmane Hammad
  - 1e tour : 2,25 mètres (Éliminé)

### Boxe
Poids mouche (- de 51 kg)
- Mebarek Soltani
  - 16e de finale : Perd contre Georgy Balakshin (Russie), 26-15

Poids coqs (- de 54 kg)
- Malik Bouziane
  - 16e de finale : Bat Ali Hallab (France), 19-16
  - 8e de finale : Perd contre Gennady Kovalev (Russie), 23-20

Poids plumes (- de 57 kg)
- Hadj Belkheir
  - 16e de finale : Perd contre Alexei Tichtchenko (Russie), 37-17

Poids super-légers (- de 64 kg)
- Nasserredine Fillali
  - 16e de finale : Perd contre Boris Georgiev (Bulgarie), surclassé

Poids welters (- de 69 kg)
- Benamar Meskine
  - 16e de finale : Perd contre Vanes Martirosyan (États-Unis), 45-20

Poids moyens (- de 75 kg)
- Nabil Kassel
  - 16e de finale : Bat Glaucelio Abreu (Brésil), 41-36
  - 8e de finale : Perd contre Andre Dirrell (États-Unis), surclassé

Poids mi-lourds (- de 81 kg)
- Abdelhani Kenzi
  - 16e de finale : Bat Song Hak Sung (Corée), 25-19
  - 8e de finale : Perd contre Utkirbek Haydarov (Ouzbékistan), 31-19

### Escrime
Épée hommes individuel :
- Abderrahmane Daidj
  - 32e de finale : Perd contre Dmittiy Karuchenko (Ukraine), 6-15

Épée femmes individuel :
- Zahra Gamir
  - 32e de finale : Perd contre Ana Maria Brânză (Roumanie), 14-15

Fleuret hommes individuel :
- Sofiane el Azizi
  - 16e de finale : Perd contre Brice Guyart (France), 3-15

Fleuret femmes individuel :
- Wassila Redouane Said-Guerni : défaite en 16e de finale
  - 16e de finale : Perd contre Meng Jie (Chine), 12-15

Sabre hommes individuel :
- Nassim Islam Bernaoui
  - 32e de finale : Perd contre Hung Yaojiang (Chine), 6-15

- Raouf Salim Bernaoui
  - 32e de finale : Perd contre Constantine Manetas (Grèce), 10-15

- Reda Benchehima
  - 32e de finale : Perd contre Chen Feng (Chine), 3-15

Sabre hommes par équipe :
- Raouf Salim Bernaoui, Nassim Islam Bernaoui, et Reda Benchehima : 9e place
  - Qualifications : Perd contre la Grèce, 25-45

### Judo
- de 60 kg hommes :
- Omar Rebahi : moins de 60 kg hommes, défaite en 16e de finale
  - 16e de finale : Perd contre Bazarbek Donbay (Kazakhstan)

- de 66 kg hommes :
- Amar Meridja
  - 16e de finale :  Bat Amin Mohamed (Égypte)
  - 8e de finale : Bat Ehud Vaks (Israël)
  - Quart-de-finale : Perd contre Jozef Krnáč (Slovaquie)
  - Repêchage Quart-de-finale - Perd contre Oscar Penas (Espagne)

- de 73 kg hommes :
- Nouredinne Yagoubi
  - 16e de finale : Bat Akapei Latu (Tonga)
  - 8e de finale : Perd contre Gennadiy Bilodid (Ukraine)

- de 81 kg hommes :
- Amar Benikhlef
  - 16e de finale : Bat Elsayed Aboumedan (Égypte)
  - 8e de finale : Perd contre Florian Wanner (Allemagne)

- de 90 kg hommes :
- Khaled Meddah
  - 16e de finale : Perd contre Carlos Eduardo Honorato (Brésil)

- de 100 kg hommes :
- Sami Belgroun
  - 16e de finale : Bat Ramon Ayala (Porto Rico)
  - 8e de finale : Perd contre Iveri Jikurauli (Géorgie)

+ de 100 kg hommes :
- Mohamed Bouaichaoui
  - 16e de finale - Perd contre Indrek Pertelson (Estonie)

- de 48 kg femmes :
- Soraya Haddad
  - 8e de finale : Bat Yamila Zambrano (Cuba)
  - Quart-de-finale - Perd contre Ryoko Tani (Japon)

- de 52 kg femmes :
- Salima Souakri
  - 16e de finale : Bat Petra Nareks (Slovénie)
  - 8e de finale : Perd contre Xian Dongmei (Chine)

- de 57 kg femmes :
- Lila Latrous
  - 16e de finale : Perd contre Liu Yuxiang (Chine)

- de 70 kg femmes :
- Rachida Ouer Dane
  - 16e de finale - Perd contre Qin Dongya (Chine)

### Aviron
- Mohamed Aich - Skiff hommes, Demi-finales D et E
- Amina Benelhadj Djelloul
- Basma Dries
- Chaouki Dries
- Mohamed Ryad Garidi

### Natation
- Raouf Benabid
- Sabria Dahane : 400 m 4 nages individuel femmes, 24e
- Sofiane Daid : 100 m brasse hommes, 32e
- Sarah Hadj Abderrahmane
- Salim Iles 100 m nage libre hommes, en finale
- Nabil Kebbab
- Mahrez Mebarek : 200 m nage libre hommes, 35e
- Aghiles Slimani : 200 m papillon hommes, 32e

### Tennis de table
- Leila Boucetta : Simple dames, défaite au 1er tour
- Mohamed Boudjadja : Simple messieurs, défaite au 1er tour
- Mohamed Boudjadja et Abdel Hakim Djaziri : Double messieurs, défaite au 1er tour
- Asma Menaifi et Souad Nechab - Double dames, défaite au 1er tour

### Tennis
Simple messieurs :
- Lamine Ouahab : défaite en 32e de finale

### Haltérophilie
- Nafaa Benami : - de 56 kg hommes, abandon (n'a pas terminé la partie épaulé-jeté)
- Ahmed Keroui

### Lutte
- Samir Benchenaf
- Leila Françoise Lassouani

## Officiels
- Président : Mustapha Berraf
- Secrétaire Général : Naidji Mohamed Nacereddine